# Oryahovo (obchtina)
Pour l’article homonyme, voir Oryahovo.
La commune d'Oryahovo (en bulgare Община Оряхово - Obchtina Oryahovo) est située dans le nord-ouest de la Bulgarie.

## Géographie
La commune de Oryahovo est située dans le nord-ouest de la Bulgarie, à 170 km au nord-nord-est de la capitale Sofia. 
Son chef lieu est la ville de Oryahovo et elle fait partie de la région de Vratsa.
| 1975 | 1985 | 1992 | 2001 | 2005   | 2008   | 2011   |
| ---- | ---- | ---- | ---- | ------ | ------ | ------ |
| -    | -    | -    | -    | 13 521 | 12 668 | 11 392 |

,

## Histoire

### Structure administrative
La commune compte 1 ville et 6 villages :
| - ville de Oryahovo - village de Dolni Vadine - village Gorni Vadine - village Galovo | - village Léskovéts - village d'Ostrov - village de Sélanovtsi |

### Maires
- 1995-1999 Hristo Ivanov (coalition pré-électorale PSB, UAAS, CPE)
- 1999-2005 Néytcho Savtchév (Euro-gauche bulgare, Bloc uni du travail)
- 2005-2011 Hristo Ivanov (Coalition pour Oryahovo)
- 2011-201. Rossen Dobrév (GERB)

### Jumelages
La commune d'Oryahovo n'est jumelée avec aucune autre communes.

## Galerie

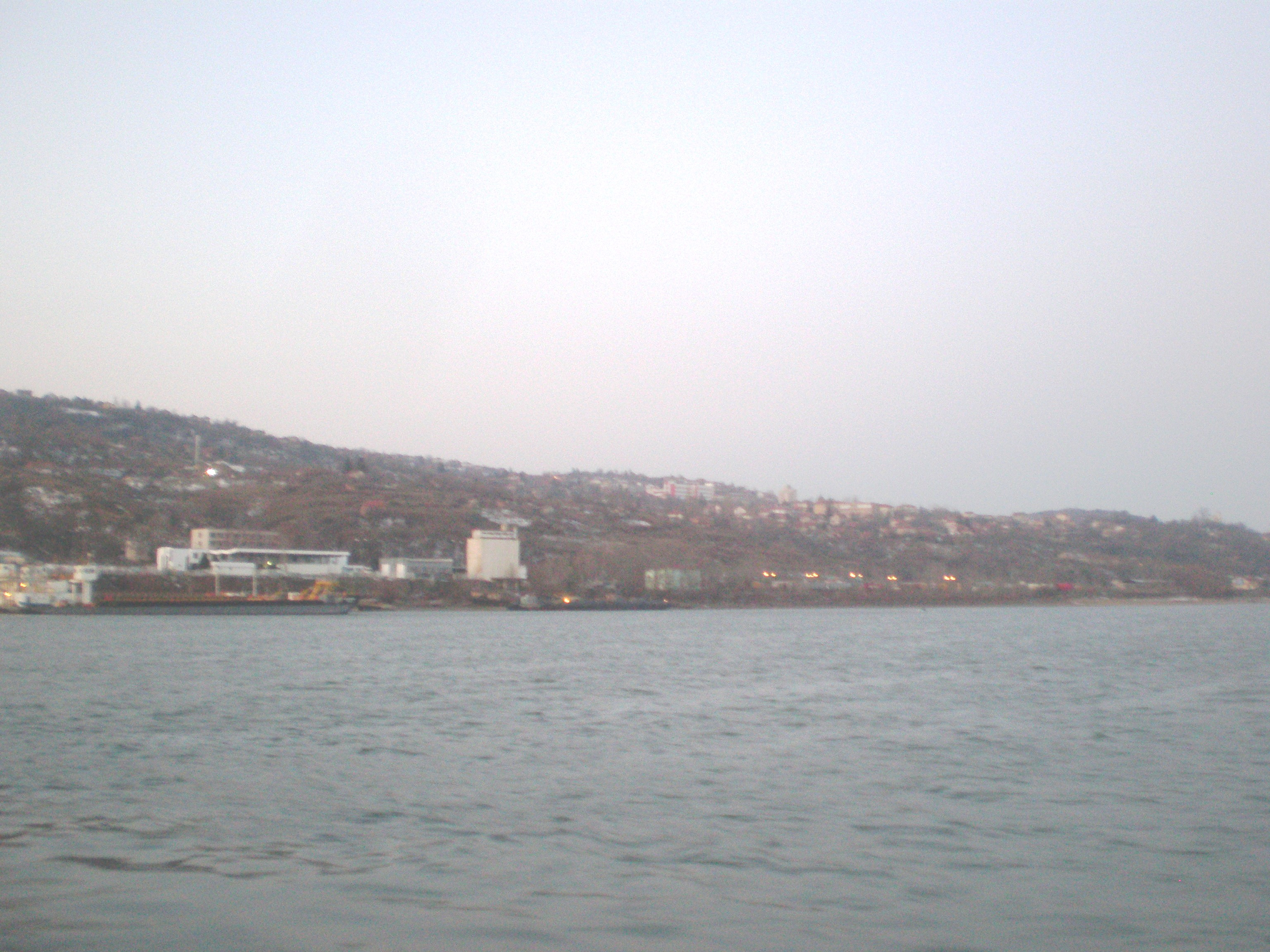
Oryahovo vue depuis le Danube
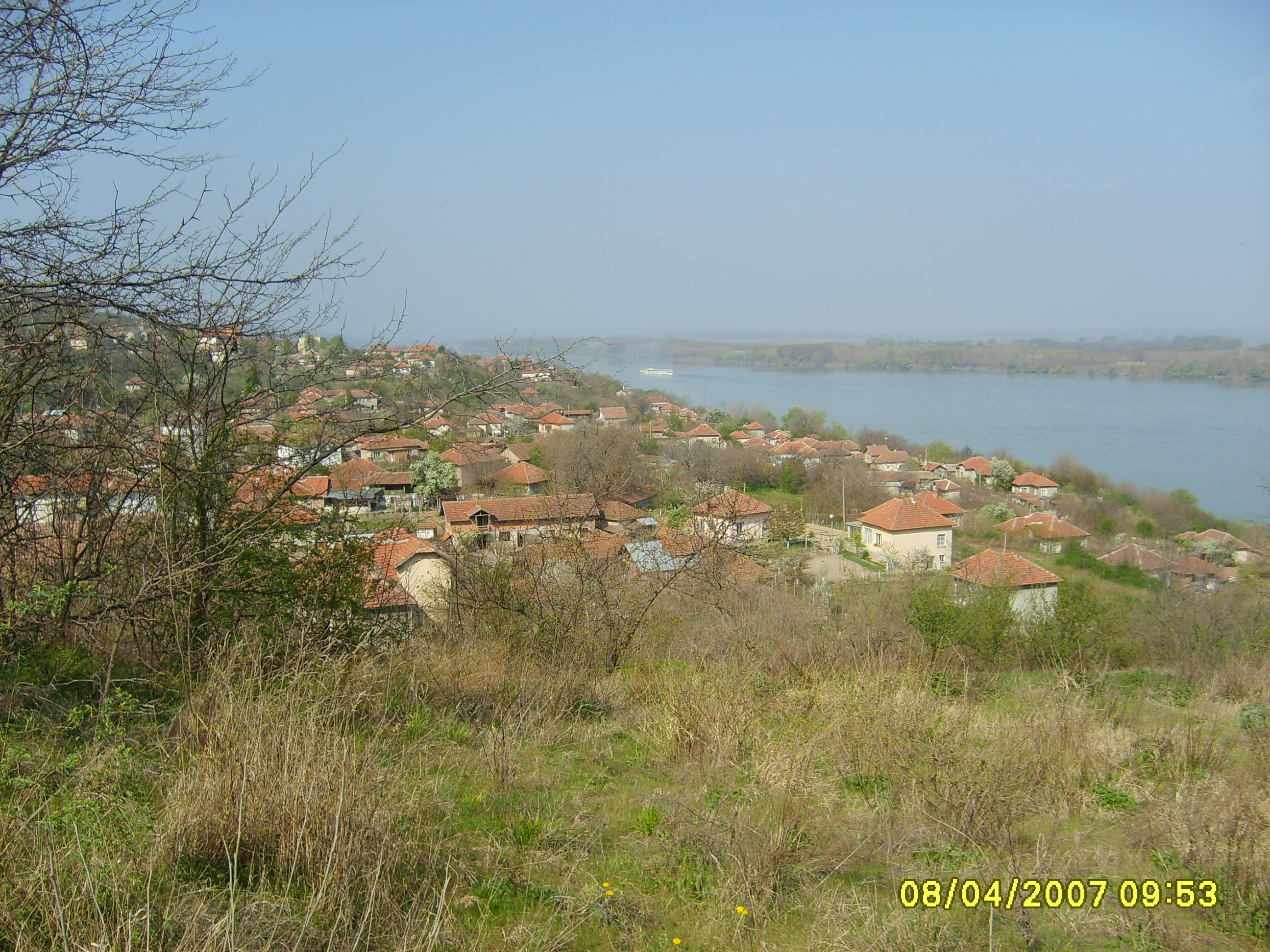
Vue du village de Gorni Vidin